# Assírio Bacelar

## Biografia
Assírio Rodrigues da Cunha Bacelar nasceu na Freguesia de Miragaia , Concelho do Porto, a 7 de Abril de 1939, numa sexta-feira santa. Pertenceu ao signo Carneiro, cujos nativos, segundo os entendidos em astrologia, são dotados, entre outras características, de muita teimosia e persistência. Estes atributos foram essenciais à sua atividade como editor e escritor.
Embora não pertencesse originalmente a Paredes de Coura, terra natal dos seus pais, foi lá que se entranharam as suas raízes e onde sentiu pulsar a sua verdadeira identidade. Vindo para Lisboa quando tinha apenas onze meses de idade, foi nesta cidade que a sua vida decorreu até ao fim.
O amor que o seu pai sempre lhe instilou por Paredes de Coura, desenhando-lhe muitos dos lugares onde foi feliz, juntamente com as visitas frequentes a essa terra ainda na infância, fizeram despontar nele um apego e afetividade que se foram tornando mais fortes à medida que cresceu. Daí que muitas das suas histórias, especialmente as dedicadas às crianças, tivessem esse local como cenário.
Apaixonado desde tenra idade pelo livro e pela leitura, Assírio Bacelar começou a ler compulsivamente tudo o que pudesse exacerbar a sua imaginação e evadir-se dos aspetos menos felizes da sua infância. Durante muitos anos trabalhou em atividades que não correspondiam aos seus gostos e à sua sensibilidade. No limiar dos anos 60, conseguiu tornar-se funcionário público, como o seu pai, mas rapidamente trocou a estabilidade por empregos mais estimulantes. Finalmente, teve a oportunidade de trabalhar na área da música, uma paixão herdada do seu pai.
Assírio Bacelar participou num importante projeto de renovação da música portuguesa, trabalhando com nomes como Carlos Paredes, José Mário Branco, Sérgio Godinho e José Jorge Letria. Em 1972, criou a sua primeira editora, Assírio & Alvim, que enfrentou desafios e confrontos com a polícia política (PIDE), mas que prosperou após o 25 de Abril de 1974.
Após divergências internas, Assírio Bacelar fundou a editora Vega em 1975. Nesta nova etapa, deu a conhecer ao público muitos autores portugueses e estrangeiros, incluindo António Lobo Antunes, um dos nomes mais prestigiados da literatura portuguesa atual. Além de publicar grandes obras, dedicou-se também à literatura infantojuvenil, escrevendo livros como "O Espantalho às Avessas" (1992) e "A Estrelinha da Manhã" (1996), ambos recomendados pelo IPBL e traduzidos para búlgaro.
Outros livros infantojuvenis incluíram "Leonardo e o Papagaio", "O Pequeno Herói da Travanca – Uma História das Guerras da Restauração", e "Rita e a Lenda da Lagoa das Sete Cidades". Em 2015, Assírio Bacelar estreou-se na literatura para adultos com o romance "Memórias de um Brinquedo que se Partiu". Em 2019, publicou o seu segundo romance, "Sob um Signo de um Deus Menor". Em 2022 voltou a os escritos para crianças e adultos publicando ""O Homem do Nariz Vermelho e Outras Histórias"" e por fim com uma colaboração com o Município de Paredes de Coura  publicou "Miguel Dantas - Uma Vida Exemplar Contada aos Jovens" em 2023.
Persistindo em publicar bons livros e apoiar autores, Assírio Bacelar complementou o seu trabalho com ações de animação cultural, colaborando com escolas, autarquias, juntas de freguesia e várias instituições, contribuindo para o incentivo à leitura e ao amor pelos livros tanto entre crianças quanto adultos. Convicto da importância primordial da cultura e da educação para a formação e desenvolvimento do país, Assírio Bacelar deixou um legado marcante na literatura e na edição em Portugal.